# Luís Romano de Madeira Melo
Luís Romano de Madeira Melo (Vila de Ponta do Sol, 10 de juny de 1922 - Natal, 22 de gener de 2010) fou un poeta, narrador i folklorista capverdià, amb treballs en portuguès i en crioll capverdià de l'illa de Santo Antão, idioma que preferia designar com a "língua cabo-verdiana".
Idealista, polígraf independent, la seva producció ha estat editada en òrgans literaris locals i internacionals. Gran part de la seva temàtica gira entorn de la seva terra natal, Cap Verd, que ell designa com a "Kabverd". Visceralment realista, va consagrar la seva vida literària a l'obstinació de dignificar la cultura i la civilització capverdianes. Preocupació i suport estimulant: l'establiment oficial de la llengua materna del Kriolander a tot l'arxipèlag. Personificant l'ansietat dels contemporanis desalienats, va ser pioner en la publicació del primer romanç de denúncia nativa, Famintos, sobre la tragèdia del poble capverdià durant la dècada de 1940. Els manuscrits d'aquest romanç van ser portats de Cap verd pegats al seu cos per a escapar a la censura política.
A la fi dels anys 50 del segle XX es va adherir als ideals de la independència, havent arribat a ocupar càrrecs en la direcció del Partit Africà per la Independència de Guinea i Cap Verd (PAIGC), raó per la qual fou perseguit per la PIDE. Fugí a Alger i a París i després s'exilià a Brasil, on va viure des de 1962. Va visitar la seva llar a Praia durant la independència del seu país el 1975 i retornà a Brasil.
Un dels seus poemes es pot trobar al CD Poesia de Cabo Verde e Sete Poemas de Sebastião da Gama (2007) per Afonso Dias

## Obres
- Os Famintos (1962): conte en portuguès.
- Clima (1963): poemes en portuguès, crioll i francès
- Cabo Verde-Renascença de uma Civilização no Atlântico Médio (1967): col·lecció de poemes en portuguès i crioll capverdià.
- Negrume/Lzimparin (1973): contes en crioll capverdià, amb traducció al portuguès.
- Ilha (1991): contes d'"Europáfrica" i de "Brasilamérica" en portuguès i, en part, en crioll capverdià

Contes
- "Nho Zidôr" (a Ilha), "Pasaport Kabverd" (a Ilha), "Daluz" (a Negrume), "Tánha" (a Negrume), "Destino" (a Negrume), "Estórias de Tipêde i Tilôbe" (a Cabo Verde-Renascença de uma Civilização…)